# Progressive Graphics File

Le Progressive Graphics File, plus connu sous le sigle PGF, est un format d'image numérique.
Malgré les différents formats de compression existant déjà auparavant, PGF est un format qui n’existe que depuis 2006. Parmi les différents avantages de ce format, on note principalement une vitesse de compression et décompression comparable à celle de JPEG et un résultat visuellement comparable à celui du JPEG 2000. Le format PGF utilise trois principales transformations afin de compresser les images. On retrouve, la transformée couleur, la transformée en ondelettes discrète et la quantification.

## Transformée couleur
La transformée couleur est utilisée afin de transformer l’espace colorimétrique RGB en espace YUV. L’hypothèse prise par les concepteur du format PGF est que l’œil humain est moins sensible aux changements de couleurs qu'aux changements de luminosité. Ainsi, on se retrouve avec deux canaux de couleur, et un canal de luminance. On peut donc compresser les canaux de couleur tout en préservant la luminance. De plus, afin d'améliorer la vitesse de traitement, on se limite à des opérations entières.
Transformée   
Y =     (R + 2G + B) / 4 - 2^(n-1)
		U = 	R – G
		V =	B – G
Transformée inverse
		G = 	Y – (U + V) / 4  +  2^(n+1) 
		R = 	U + G
		B = 	V + G
(les divisions sont arrondies au plus bas)

## Transformée en ondelettes
La transformée en ondelettes discrète est une façon de représenter l’image en différents niveaux d’abstraction. Cette transformée permet de séparer le signal en différentes « couches de détail ».  Chaque zone de l’image est décrite par ces couches de détail. Il est possible de traiter chacune des zones de façon indépendante et de spécifier un niveau de détail voulu pour certaines régions, tout en laissant tomber une partie de l’information pour d’autres. Une des particularités du format PGM est qu’il effectue la transformée en ondelettes sur 4 canaux à la fois. Les quatre canaux sont les images formées par les 4 combinaisons possible faites avec un filtre passe-haut(H) et passe bas(L) :   HH     LL     HL      LH

## Quantification
La quantification est l’étape qui tire profit de l’arrangement des données procurées par la transformée couleur et la transformée en ondelettes. L’opération consiste à sélectionner l’information à conserver et celle à abandonner. La façon choisie pour y arriver est de réduire le nombre de bit utilisé pour différents niveaux de détails. Les données enregistrées sont quantifiés en fonction d’un intervalle donné. L’intervalle est toujours une base de deux, ce qui maximise la vitesse tout en maximisant la compression. Cependant, cette façon de procéder fait en sorte qu’il n’est pas possible de choisir avec précision le niveau de compression. La reconstruction qui est faite dans le processus inverse donne donc des valeurs qui ne représentent pas à la perfection l’image en entrée.

## Encodage
Le processus d’encodage est constitué de deux principales étapes. La première est la remise en ordre des valeurs quantifiées. Cette remise en ordre est faite de façon géométrique. L’image est parcourue de façon diagonale en commençant par le coin supérieur gauche. Par la suite, un encodage est effectué sur la chaine de bit. La chaine de bit est séparée en blocs, qui sont traités avec trois principaux algorithmes de compression : run-length coding, encodage de Rice et codage arithmétique.

## Avantages et Inconvénients
Après l’évaluation de cette méthode, les domaines d’application de cet algorithme semblent clairs. La vitesse d’encodage et de décodage, ainsi que le taux de compression obtenu, rendent ce codec comparable au populaire format JPEG. Cependant, il a l’avantage de procurer des images qui paraissent plus belles à l’œil. Les effets de petit carrés visibles dans le JPEG sont inexistants. Il permet d’encoder les images tout en préservant des régions d’intérêt intactes. De plus, il permet comme le JPEG-2000 le décodage progressif. C'est-à-dire qu’il est possible d’afficher une image avec un niveau de détail moindre avant d’avoir fini de décompresser l’ensemble complet de l’image. Ce qui s’avère particulièrement pratique dans des cas où l’information est transmise lentement (comme sur internet par exemple). Parmi les autres caractéristiques du format PGF, on retrouve aussi la compression sans perte. Parmi les désavantages, on retrouve une forte perte de qualité au niveau des couleurs. On retrouve aussi un format de compression qui n’est pas particulièrement plus économique en termes d’espace que le format populaire JPEG, en ne le surpassant en moyenne que de 3 % en termes d’économie d’espace.

### Autres formats
- GIF
- JPEG
- LZW
- MNG
- PNG
- PGF
- TIFF
- XBM